# Mauesia bicornis
Mauesia bicornis är en skalbaggsart som beskrevs av Júlio 2003. Mauesia bicornis ingår i släktet Mauesia och familjen långhorningar. Inga underarter finns listade i Catalogue of Life.